# Brian McMahon
Robert Brian McMahon (* 24. Juli 1961 in Toronto) ist ein ehemaliger kanadischer Steuermann im Rudersport.
Der 1,78 m große Steuermann vom Ridley Graduate Boat Club in St. Catharines war von 1983 bis 1988 Mitglied des kanadischen Achters. Bei den Ruder-Weltmeisterschaften 1983 belegte der Achter den achten Platz. 1984 trat der kanadische Achter mit Blair Horn, Dean Crawford, Michael Evans, Paul Steele, Grant Main, Mark Evans, Kevin Neufeld, Patrick Turner und Brian McMahon an. Bei den Olympischen Spielen 1984 belegten die Kanadier im ersten Vorlauf den zweiten Platz hinter den Neuseeländern und qualifizierten sich im Hoffnungslauf mit einem zweiten Platz hinter den Australiern für das Finale. Im Finale siegten die Kanadier mit vier Zehntelsekunden vor dem US-Achter, die Bronzemedaille gewannen mit zwei Sekunden Rückstand die Australier vor den Neuseeländern.
Nach einem zehnten Platz bei den Weltmeisterschaften 1985 und einem neunten Platz bei den Weltmeisterschaften 1986 kehrten 1987 einige Ruderer aus dem Goldachter von 1984 ins Großboot zurück. Bei den Weltmeisterschaften 1987 erreichte der kanadische Achter wieder das A-Finale und belegte den fünften Platz. Mit Main, McMahon, Neufeld und Steele erreichten vier Olympiasieger von 1984 das Olympiafinale 1988 und belegten dort den sechsten Platz.